# Dicranomyia (Euglochina) dignitosa
Dicranomyia (Euglochina) dignitosa is een tweevleugelige uit de familie steltmuggen (Limoniidae). De soort komt voor in het Palearctisch en Oriëntaals gebied.